# Great Ponton
Great Ponton är en ort och civil parish i Storbritannien.   Den ligger i grevskapet Lincolnshire och riksdelen England, i den sydöstra delen av landet, 150 km norr om huvudstaden London. Great Ponton ligger 81 meter över havet och antalet invånare är 333.
Terrängen runt Great Ponton är platt. Runt Great Ponton är det ganska tätbefolkat, med 139 invånare per kvadratkilometer. Närmaste större samhälle är Grantham, 5,4 km norr om Great Ponton. Trakten runt Great Ponton består till största delen av jordbruksmark.